# Branka u Opavy (przystanek kolejowy)
Branka u Opavy – przystanek kolejowy w Brance u Opavy, w kraju morawsko-śląskim, w Czechach. Znajduje się na wysokości 265 m n.p.m. i leży na linii kolejowej nr 315.